# Santo André (São Paulo)
Santo André é um município brasileiro da Região do Grande ABC, localizado na Zona Sudeste da Grande São Paulo, parte da Região Metropolitana de São Paulo, em conformidade com a lei estadual nº 1.139, de 16 de junho de 2011 e, consequentemente, com o Plano de Desenvolvimento Urbano Integrado da Região Metropolitana de São Paulo (PDUI).
Sua população estimada para julho de 2021 era de 723 889 habitantes, ocupando uma área de 175,782 km².
Santo André é a décima quinta cidade brasileira mais desenvolvida, e a oitava cidade mais desenvolvida do estado de São Paulo, segundo a ONU. É também a quinta melhor cidade do país onde criar filhos.

## História

### Santo André da Borda do Campo

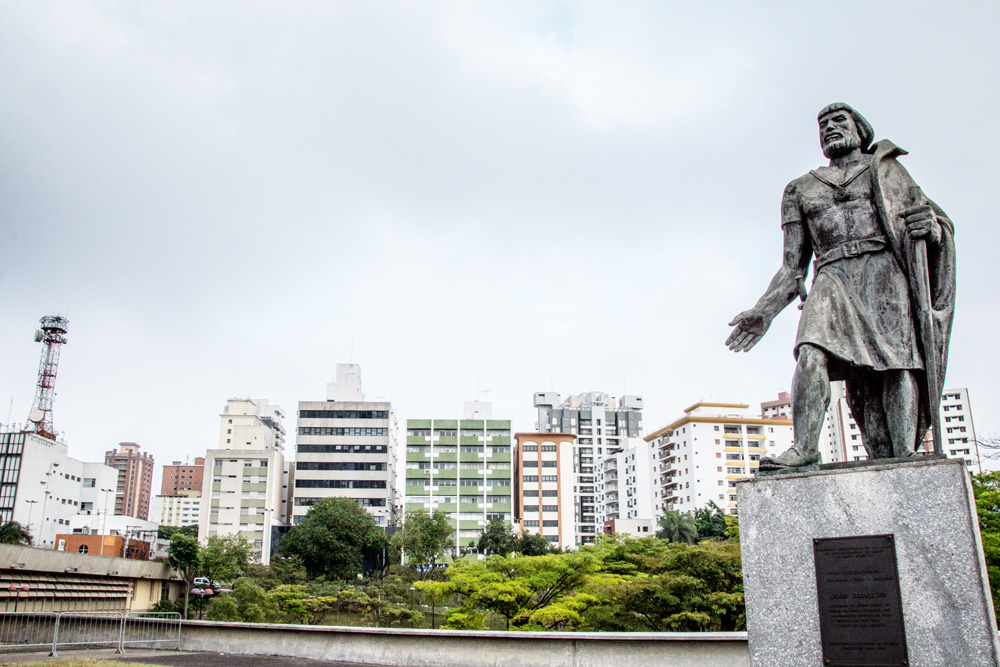
Estátua de João Ramalho, fundador da antiga vila de Santo André, então localizada no Paço Municipal

O nome do município remonta à antiga vila de Santo André da Borda do Campo, que existiu na região do Grande ABC no início do período colonial. Esse povoado foi fundado por João Ramalho, genro do chefe tupiniquim Tibiriçá, em algum momento entre a sua chegada à América, no início do século XVI e 1532.
No dia 8 de abril de 1553, o povoado em que vivia foi elevado ao estatuto de vila pelo então governador-geral do Brasil Tomé de Sousa. Em 1558, Ramalho passou a governar a vila como alcaide-mor. 
Em 1560, devido aos conflitos com os povos indígenas da Confederação dos Tamoios, o governador-geral Mem de Sá ordenou a transferência da vila para os campos de Piratininga, onde, desde 1554, já se localizava o Colégio de São Paulo, erguido no atual Pátio do Colégio.

### Município de São Bernardo
O povoado que viria a constituir a cidade de Santo André surge com a inauguração da estação ferroviária São Bernardo, da Estrada de Ferro Santos-Jundiaí, em 16 de fevereiro de 1867. Esta estação se situava na então Freguesia de São Bernardo, vinculada à cidade de São Paulo. Atualmente esta estação é denominada Estação Prefeito Celso Daniel-Santo André.

Mapa da Região do Grande ABC

Em 1889, a Freguesia de São Bernardo se emancipa de São Paulo, tornando-se no município de São Bernardo, que na época abrangia todo o atual território da Região do Grande ABC, que corresponde a Santo André, São Bernardo do Campo, São Caetano do Sul, Diadema, Mauá, Ribeirão Pires e Rio Grande da Serra.
Ao longo dos anos, vários distritos foram criados no município de São Bernardo, os quais dariam origem a atuais cidades da região: em 1896 é criado o Distrito de Paz de Ribeirão Pires; em 1907, o Distrito de Paz de Paranapiacaba.; em 1910, o Distrito de Paz de Santo André; em 1916, o Distrito de Paz de São Caetano; e em 1934 é criado o Distrito de Paz de Mauá.

### Emancipação
O nome "Santo André" ressurge em 1910 através da Lei nº 1.222-A de 14/12/1910, que criou o Distrito de Paz de Santo André, abrangendo a porção nordeste do então município de São Bernardo, com sede no povoado da estação de São Bernardo (à época conhecido como "Bairro da Estação") da "Estrada de Ferro Inglesa", a São Paulo Railway.
Em 1938, o interventor federal Ademar de Barros determina, pelo Decreto nº 9 775 de 30/11/38, que o Distrito de Santo André passa a ser a sede do município, e não mais a vila de São Bernardo, o que se justificaria pela maior prosperidade do Distrito de Santo André, em virtude da proximidade com a ferrovia. O próprio nome do município é alterado para Santo André e a antiga sede municipal passa a ser considerada como o Distrito de São Bernardo, que posteriormente reobtém sua autonomia, em 1944.

### Sindicalismo

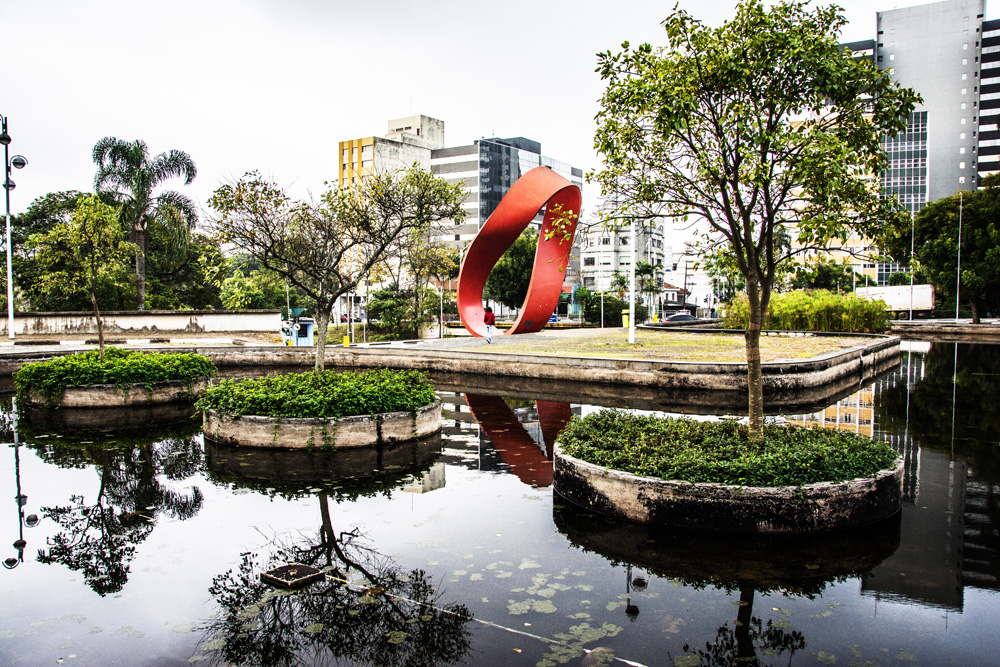
"Monumento do Trabalhador", de Tomie Ohtake, no Paço Municipal

Principalmente na época de maior demanda das indústrias metalúrgicas e de componentes, o sindicalismo no ABC Paulista, em especial nas cidades de Santo André, e São Bernardo do Campo, marcou a história política brasileira entre as décadas de 1970 e 1980, e lançou nomes de destaque, como o do ex-líder sindical e atual presidente da República Luiz Inácio Lula da Silva. Com auxílio de alguns padres e bispos católicos, quando os metalúrgicos eram acuados nas manifestações pela polícia na época da ditadura, as portas de algumas igrejas católicas se abriam para abrigá-los. O ex-bispo da diocese de Santo André, dom Cláudio Hummes, ex-cardeal arcebispo de São Paulo, foi um dos religiosos a apoiar o sindicalismo na época.
Mas, se na época de crescimento da indústria metalúrgica o sindicato tinha um papel combativo, atualmente, devido ao desemprego, ele assumiu um papel mais assistencial. Além de reivindicações trabalhistas, há a preocupação com parcerias com redes de plano de saúde, colônias de férias e atendimento jurídico. Entre os sindicatos de destaque em Santo André estão: Sindicato dos Metalúrgicos, Sindicato dos Químicos, Sindicato dos Bancários, Sindicato dos Rodoviários (motoristas e cobradores de ônibus), Sindicato dos Ferroviários, Sindicato dos Servidores Públicos Municipais e Associações de Aposentados e Pensionistas.

## Geografia
| Gráfico climático para Santo André                              | Gráfico climático para Santo André | Gráfico climático para Santo André | Gráfico climático para Santo André | Gráfico climático para Santo André | Gráfico climático para Santo André | Gráfico climático para Santo André | Gráfico climático para Santo André | Gráfico climático para Santo André | Gráfico climático para Santo André | Gráfico climático para Santo André | Gráfico climático para Santo André |
| --------------------------------------------------------------- | ---------------------------------- | ---------------------------------- | ---------------------------------- | ---------------------------------- | ---------------------------------- | ---------------------------------- | ---------------------------------- | ---------------------------------- | ---------------------------------- | ---------------------------------- | ---------------------------------- |
| J                                                               | F                                  | M                                  | A                                  | M                                  | J                                  | J                                  | A                                  | S                                  | O                                  | N                                  | D                                  |
| 231 25 16                                                       | 221 26 17                          | 184 25 16                          | 87 23 14                           | 60 21 12                           | 54 20 10                           | 41 20 9                            | 46 21 10                           | 82 22 12                           | 141 22 13                          | 131 24 14                          | 197 24 16                          |
| Temperaturas em °C • Precipitações em mmFonte: Climate-Data.org |                                    |                                    |                                    |                                    |                                    |                                    |                                    |                                    |                                    |                                    |                                    |

Santo André situa-se a uma altitude média de 760 m acima do nível do mar. Seu relevo, bastante acidentado nas regiões mais afastadas do centro, proporciona um belo espetáculo aos olhos dos ecoturistas. Está também inserido na região dos Planaltos e Serras do Atlântico Leste-Sudeste, possuindo áreas territoriais próximas à Serra do Mar. Devido a esse fator, alguns pontos do município atingem mais de 1 200 m de altitude.
A vegetação predominante no município é a Mata Atlântica, concentrada principalmente nos parques e em áreas de preservação ambiental. Entretanto, encontramos também pequenas manchas da Floresta Ombrófila Mista nas regiões acima de mil metros, apesar de estar praticamente devastada.

### Clima
Santo André possui um clima Tropical de Altitude,[carece de fontes?] e de acordo com a classificação climática de Köppen-Geiger é do tipo Cwa (verões quentes e invernos amenos). 
A temperatura média anual fica em torno dos 19 °C,[carece de fontes?] O mês mais quente (fevereiro) tem média de 23 °C, e o mês mais frio (julho) a média é de 16 °C.[carece de fontes?] A temperatura mais alta já registrada na cidade foi de 35 °C,[carece de fontes?] e a mais baixa foi de -3 °C.[carece de fontes?].

### Áreas verdes

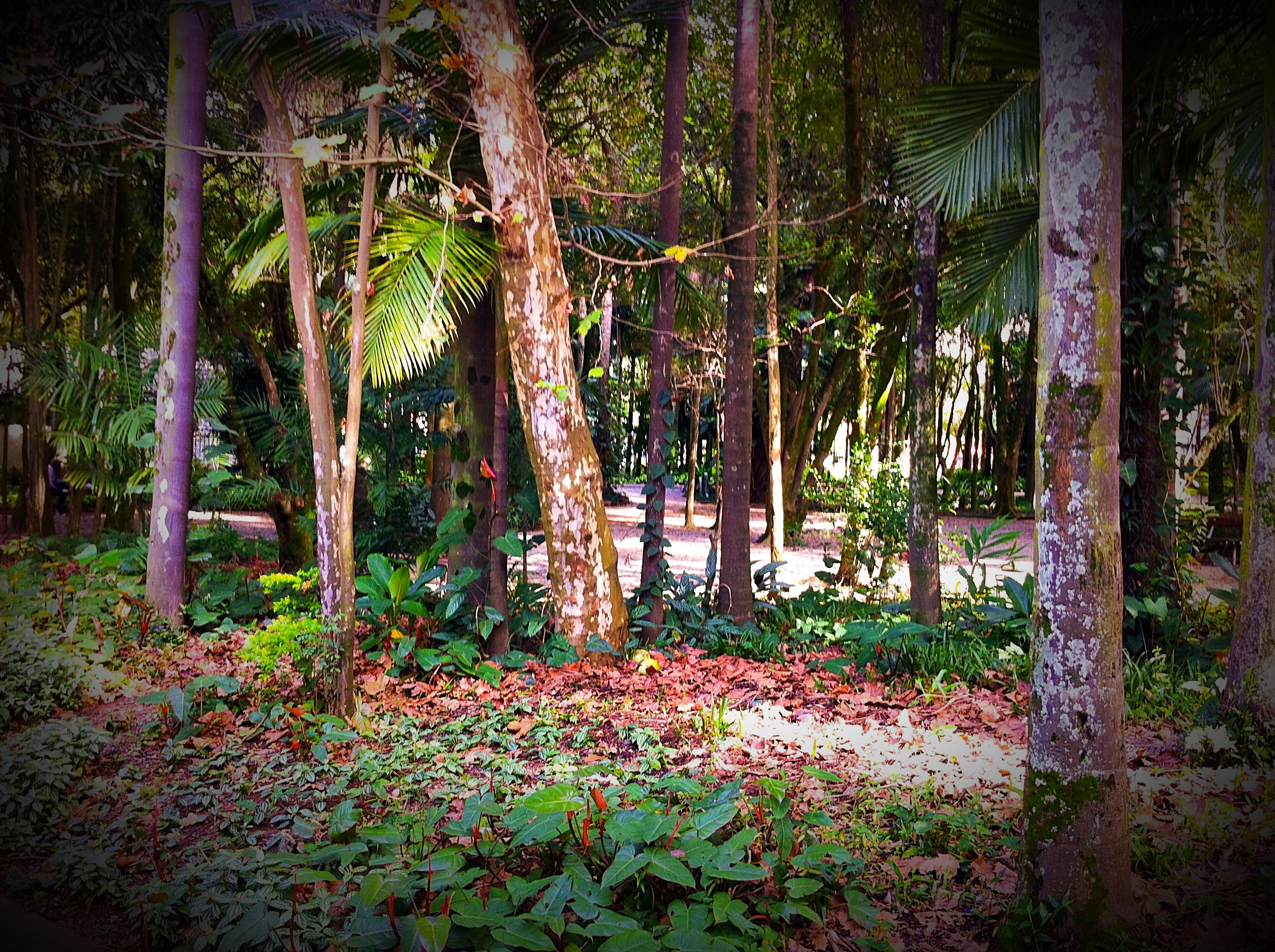
Parque Regional Prefeito Celso Daniel

Entre os parques, há o Parque Celso Daniel, na Avenida Dom Pedro II, no Bairro Jardim, e o Parque Central, na Rua Gamboa, no bairro Paraíso. O Parque Prefeito Celso Daniel era uma chácara pertencente à empresa General Electric. Encampada pela administração municipal, a chácara chamou-se Parque Duque de Caxias e depois Parque Prefeito Celso Daniel em homenagem ao prefeito assassinado em janeiro de 2002. Possui pistas para caminhadas, lagos com peixes, quadras poliesportivas e uma atração especial: uma figueira enorme com mais de 150 anos.
O Parque Central era um terreno muito extenso pertencente à Rede Ferroviária Federal e depois à Light, antiga companhia de energia elétrica do estado de São Paulo. Milhares de árvores, garças e outras aves, cinco lagos com peixes, pistas para caminhadas, ciclovias, parque de diversões para as crianças, espaço para aeromodelismo e uma concha acústica para espetáculos musicais são o destaque do parque.
Para as crianças, há também o Parque Regional da Criança "Palhaço Estremilique", na região da Avenida Itamarati, no segundo subdistrito de Santo André. O local conta com brinquedos para várias idades e em especial para menores no Projeto Guri. Também fica no parque a EMIA (Escola de Municipal de Iniciação Artística), que oferece cursos gratuitos para várias idades em diversas expressões artísticas.
A cidade conta ainda com uma associação voltada ao estudo e à divulgação das espécies vegetais da família das orquídeas, a Sociedade Orquidófila de Santo André - SOSA. Fundada em 1° de maio de 1956, foi reconhecida como de utilidade pública pela Prefeitura Municipal em 1982 e é a principal organizadora do Festival de Flores de Santo André, que faz parte do calendário de festividades em comemoração ao aniversário da cidade.

## Demografia

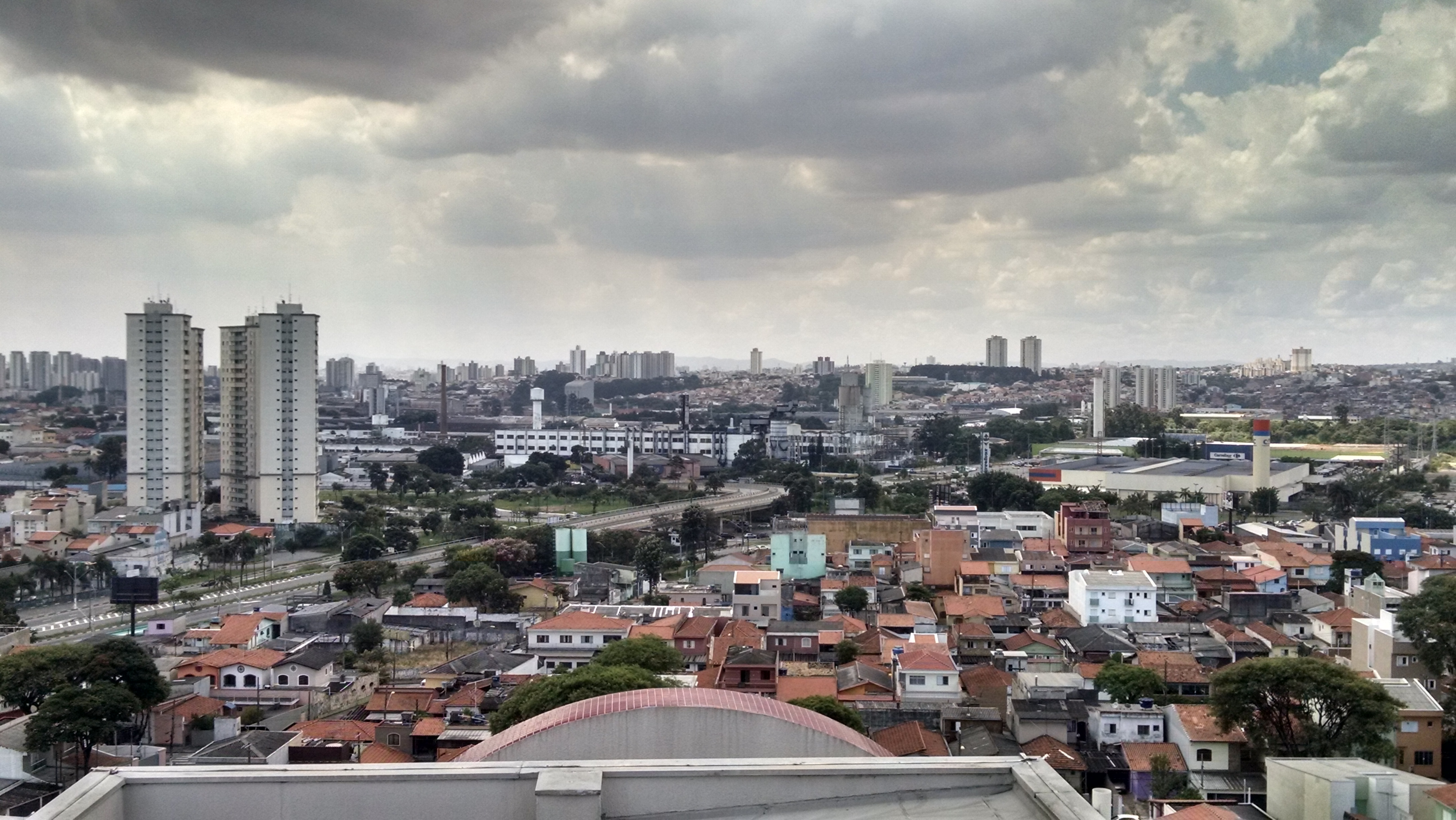
Vista da Vila América, exemplo de bairro residencial densamente povoado

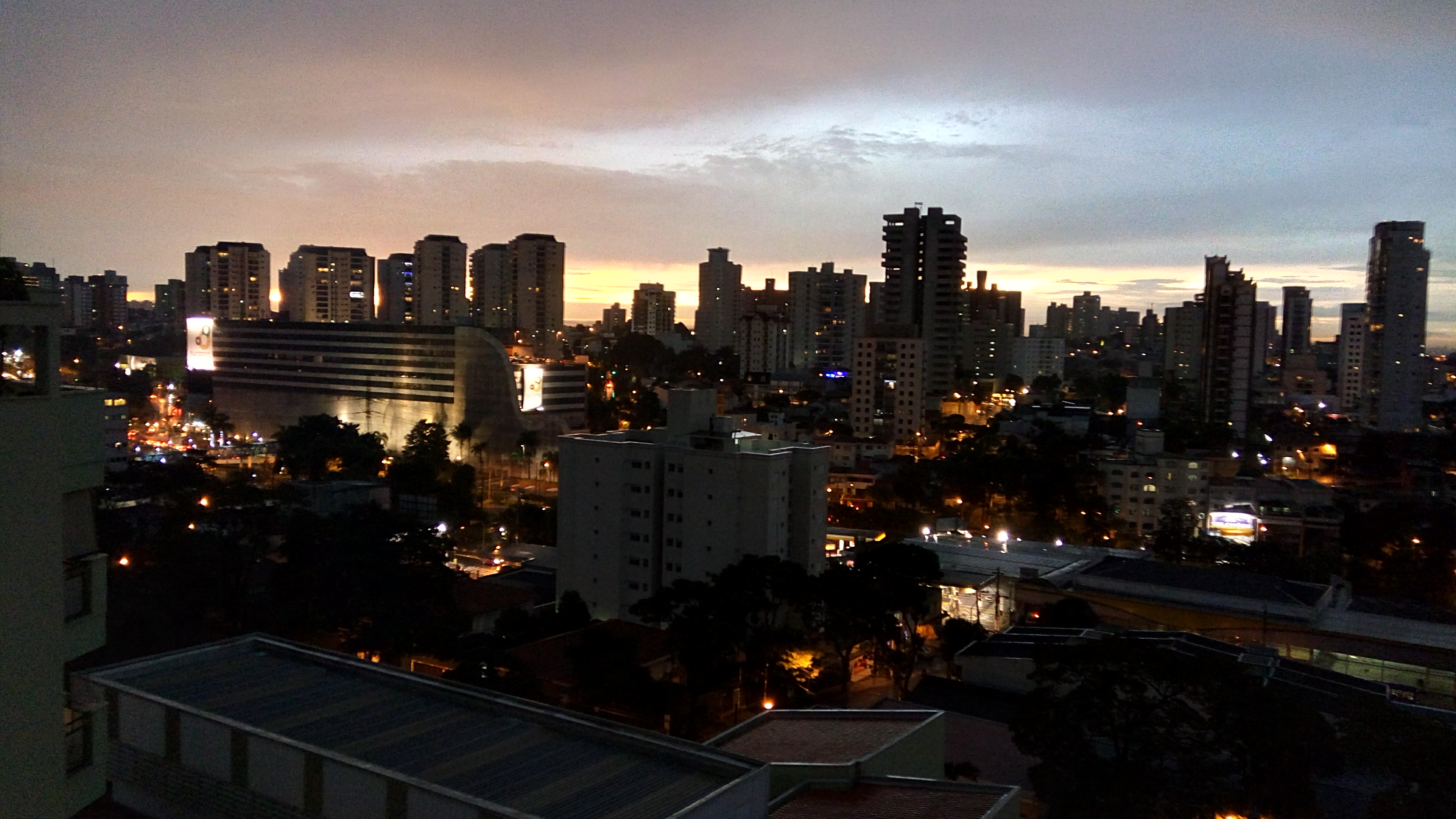
Vista da Vila Gilda (esquerda) e Jardim Bela Vista (centro e direita), na região central do município

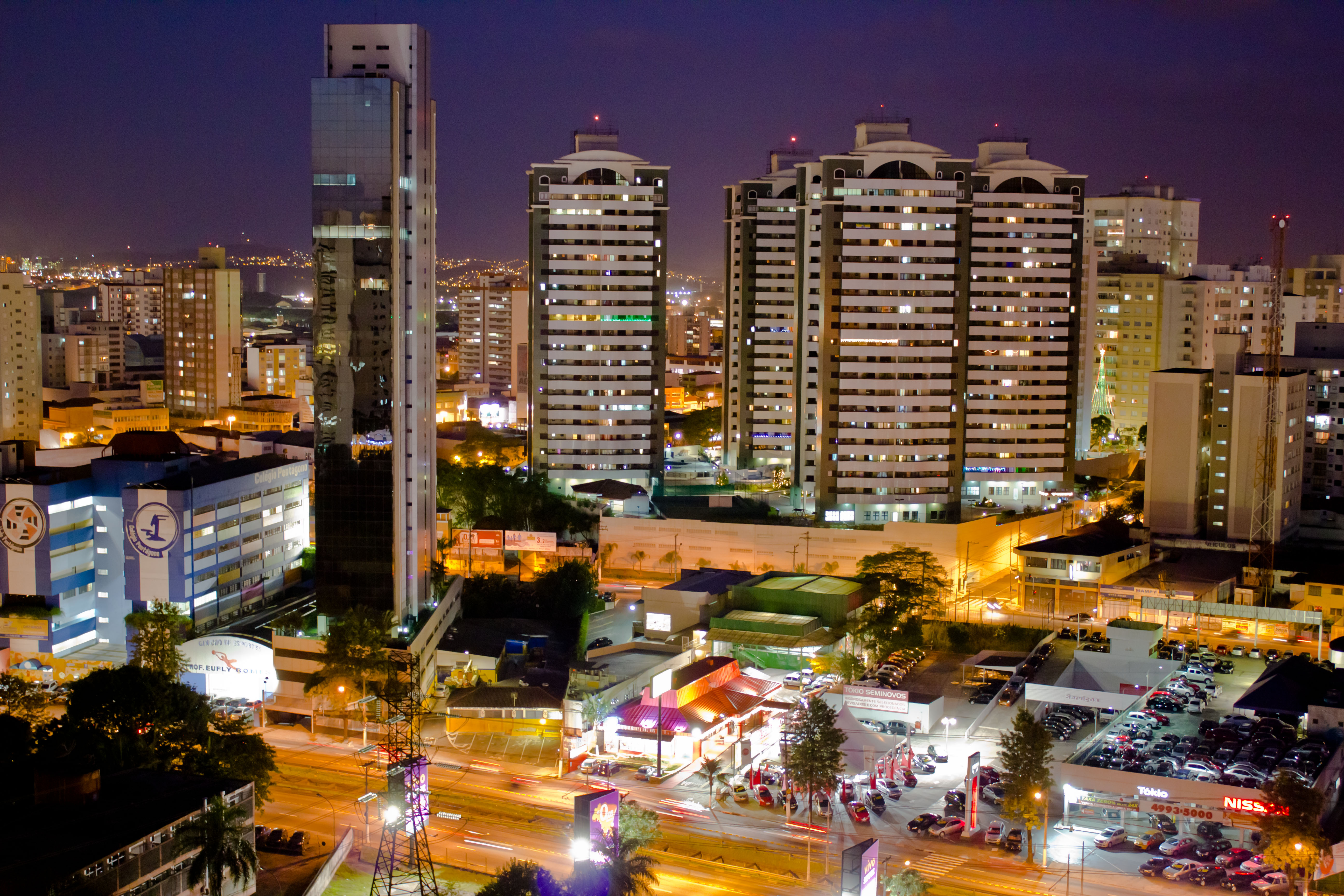
Condomínios de alto padrão na Vila Assunção

### Composição étnica
Grande parte da população do município descende de imigrantes italianos, espanhóis, portugueses, japoneses e alemães. Mas não se deve desconsiderar a história paulista anterior à imigração, com formação de origens portuguesa, indígena e africana. De acordo com o Censo de 2000 feito pelo IBGE, a população do município era composta majoritariamente por brancos (65,8%), pardos (16,9%), negros (15,4%), asiáticos (1,2%) e indígena (0,1%).
Desde a década de 1960, o fluxo migratório de pessoas de outros estados para o município aumentou consideravelmente. Estima-se que, atualmente, cerca de 20% da população de Santo André não seja paulista. Baianos, mineiros e paranaenses são os migrantes mais numerosos. O fluxo migratório mais recente que o município passou a receber foi o de haitianos, o que se deu por volta de 2012 segundo dissertação de mestrado defendida na UFABC em 2015. Os haitianos formam uma comunidade de aproximadamente 800 pessoas (entre as maiores do Brasil) e vivem sobretudo no Núcleo Ciganos, no bairro de Utinga.

### Dados gerais
O município de Santo André, de acordo com o último censo realizado pelo Instituto Brasileiro de Geografia e Estatística, divulgado em 1 de dezembro de 2010, apresenta os seguintes dados:
- População masculina: 323 208 habitantes - 47,96%,
- População feminina: 350 786 habitantes - 52,04%,
  - Total das populações por sexo: 673 914 habitantes - 100,00%.
- Zona urbana: 673 914 habitantes - 100,00%,
- Zona rural: 0 habitante - 0,00%,
  - Total da população do município: 673 914 habitantes - 100,00%

Fonte: Censo 2010
- Densidade demográfica (hab./km²): 3714,71
- Mortalidade infantil até 1 ano (por mil): 11,02
- Expectativa de vida (anos): 74,61
- Taxa de fecundidade (filhos por casal): 2,00
- Taxa de alfabetização: 97,55%
- Índice de Desenvolvimento Humano (IDH-M): 0,835
  - IDH-M Renda: 0,814
  - IDH-M Longevidade: 0,760
  - IDH-M Educação: 0,932

Fonte: IPEADATA*

### Religião

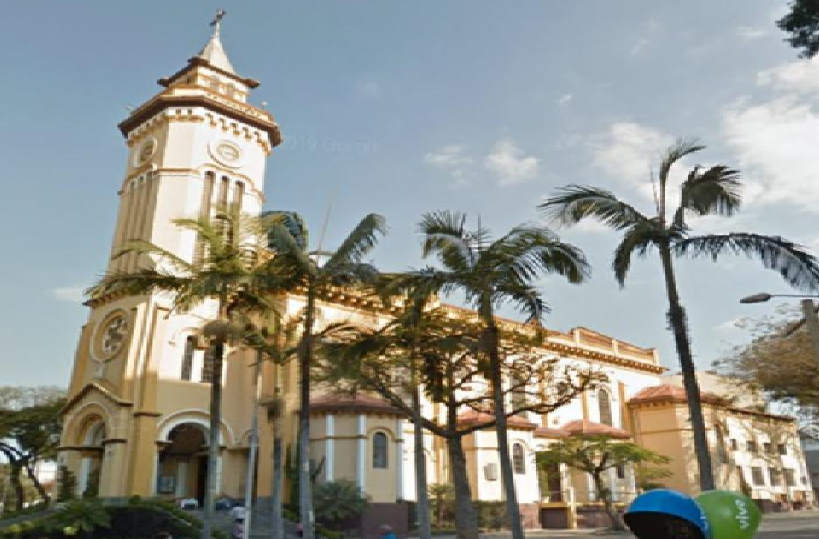
Catedral de Santo André

O cristianismo se faz presente na cidade da seguinte forma. A Igreja Católica é representada na cidade pela Diocese de Santo André. Entre as igrejas protestantes históricas, pentecostais e neopentecostais, encontram-se na cidade: Assembleia de Deus Ministério do Belém, e Congregação Cristã no Brasil.
Segundo o censo brasileiro de 2022, a composição religiosa da cidade era de 51,19% católica, 26,18% evangélica ou protestante, 3,89% espírita, 1,91% umbandista ou candomblecista, 0,01% religião tradicional, 6,19% outra religião, 10,23% irreligiosa, 0,18% desconhecida e 0,21% não declarada.

## Política e administração

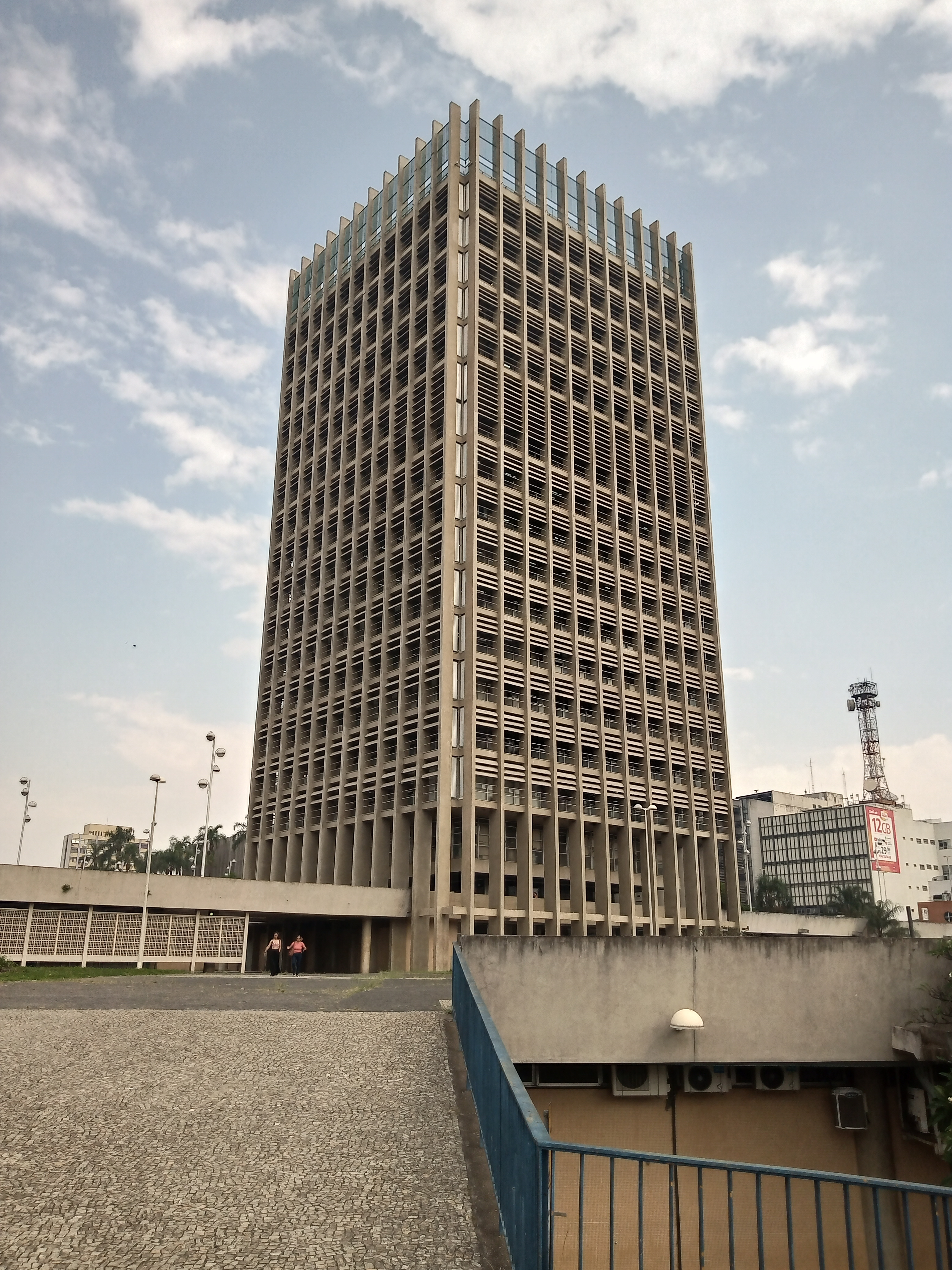
Prefeitura de Santo André

### Governo
- Lista de prefeitos de Santo André
- Política e administração pública do município de Santo André

### Cidades-irmãs
Santo André tem as seguintes cidades como cidades-irmãs:
- Vouzela, Portugal
- Braga, Portugal
- Nueva San Salvador, El Salvador
- São Nicolau, Cabo Verde
- Sesto San Giovanni, Itália
- Takasaki, Japão

### Segurança pública
Santo André possui seis distritos policiais e é servido por dois batalhões de Polícia Militar, com várias companhias.
Homicídios Dolosos por 100 mil habitantes em Santo André

## Subdivisões

### Distritos e subdistritos
Santo André possui três distritos, são eles: Santo André (distrito da sede municipal), Capuava e Paranapiacaba. O distrito de Santo André, por sua vez, é dividido em dois subdistritos: 1º Subdistrito - Santo André e 2º Subdistrito - Utinga.

## Economia

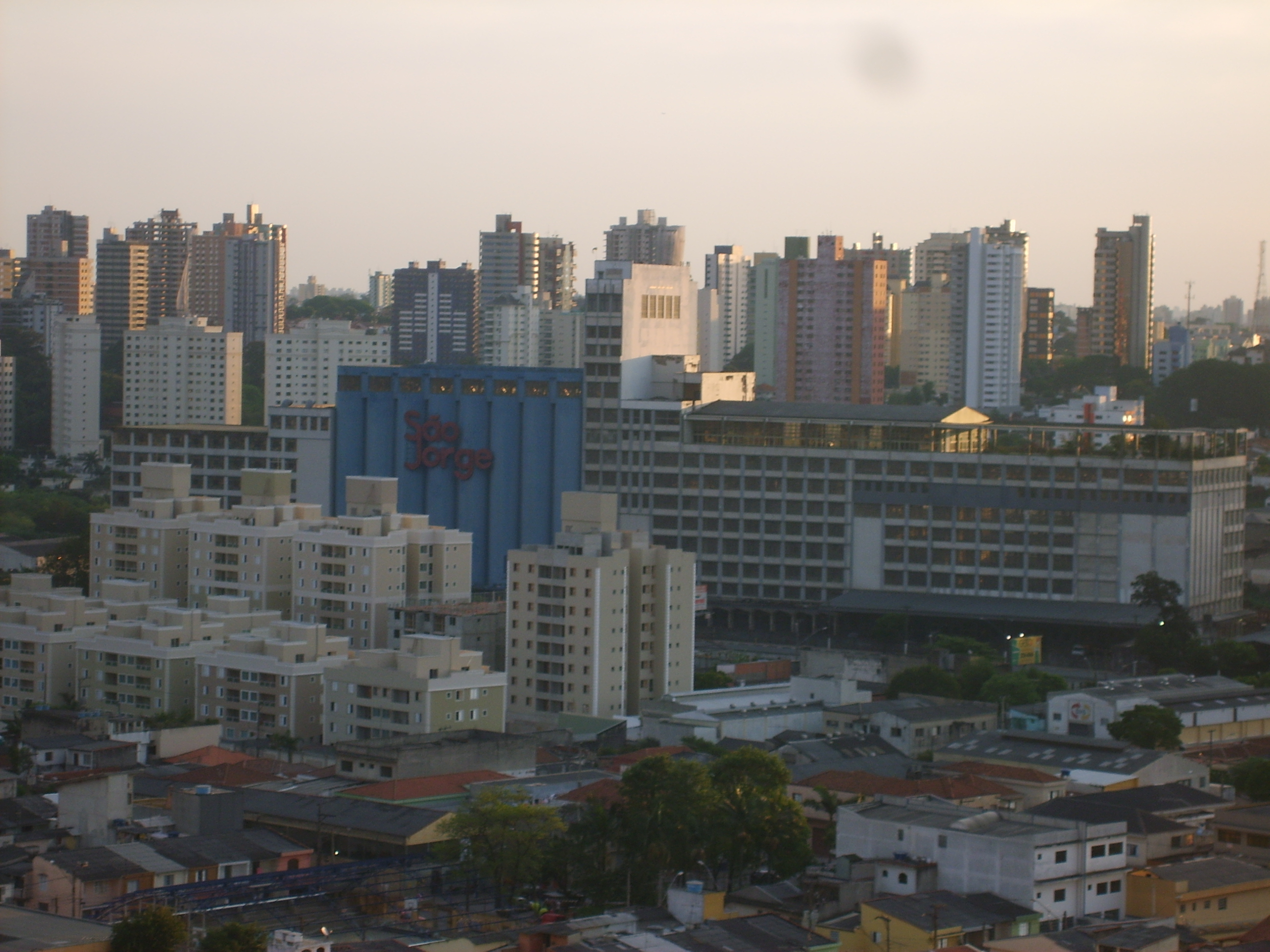
Fábrica de Moinho São Jorge

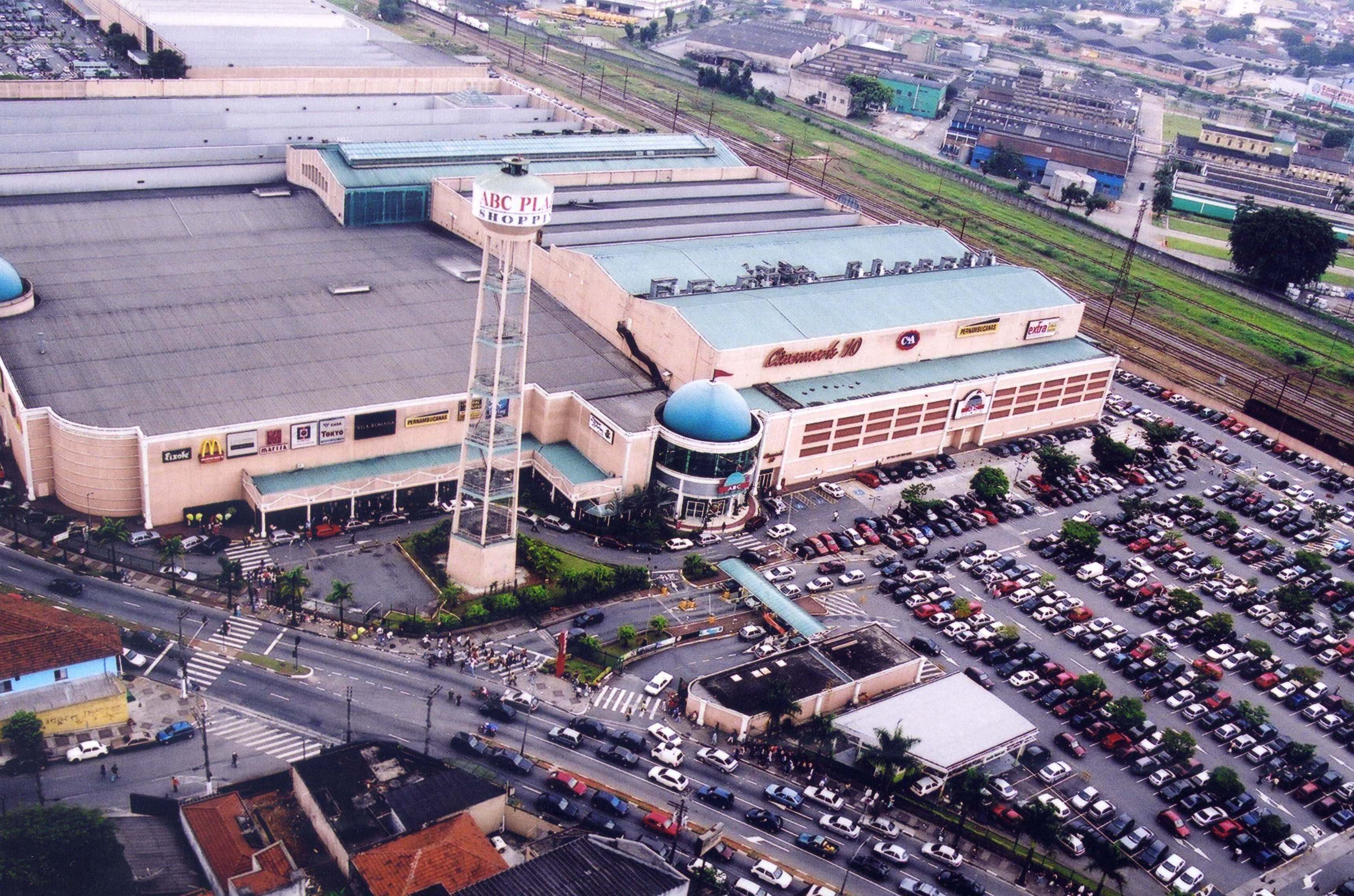
Grand Plaza Shopping

Como ocorreu com a maior parte dos municípios do ABC Paulista, região à qual a cidade de Santo André é integrante, a partir da segunda metade dos anos 1980, a economia da região que era marcada pela indústria metalúrgica, começou a enfrentar outra realidade. Com a "guerra fiscal", principalmente promovida por outras cidades do interior paulista, que ofereciam terrenos praticamente de graça e tributos bem menores, muitas empresas metalúrgicas começaram a sair da cidade. A maior parte destas empresas de Santo André produzia componentes para montadoras automobilísticas da região, como a Volkswagen, a Scania, Ford, Mercedes-Benz, em São Bernardo do Campo, e General Motors, em São Caetano do Sul.
Além do setor de autopeças, os de componentes para refrigeração, eletroeletrônicos, e produtos de borracha, como pneus, também formavam a característica industrial de Santo André. Mas o cenário econômico de Santo André, que se baseava na indústria, mudou bastante. Outros fatores, além da guerra fiscal, também fizeram com que este cenário mudasse: mão-de-obra mais barata em cidades do interior e mudança no perfil de consumo merecem destaque na análise da mudança do comportamento econômico de Santo André.
A partir dos anos 1990, o setor de comércio e serviços começou a crescer e ser opção para o crescente desemprego na região, no período transitório da indústria para o setor de serviços. Vários galpões de fábricas tradicionais se transformaram em shopping centers, lojas de automóveis e até mesmo grandes templos de igrejas evangélicas. Exemplos são o terreno da Black & Decker, que atualmente é o Grand Plaza Shopping, na avenida Industrial, Bairro Jardim; onde era a empresa metalúrgica Festo, hoje é o supermercado Coop, na Avenida Pereira Barreto, Vila Gilda; o terreno antes ocupado pela KS Pistões, também na Avenida Pereira Barreto, Bairro Paraíso, hoje é um conjunto residencial de classe média, entre outros vários exemplos.
Uma maior abertura econômica ao capital externo, iniciada no governo de Fernando Collor de Mello contribuiu para a mudança do cenário econômico de Santo André e do ABC Paulista. A cidade busca parceria com outros entes federativos, como a Universidade Federal do ABC (UFABC), inaugurada em 2006, e o projeto do Parque Tecnológico de Santo André começa a ser implantado. Com o crescimento imobiliário na região, surgiram diversos empreendimentos que contribuíram para a geração de empregos na construção civil da cidade.[carece de fontes?]

## Infraestrutura

### Educação
- Fundação Santo André
- Sabina Escola Parque do Conhecimento
- Universidade do Grande ABC (UNIABC)
- Universidade Federal do ABC (UFABC)

### Transportes

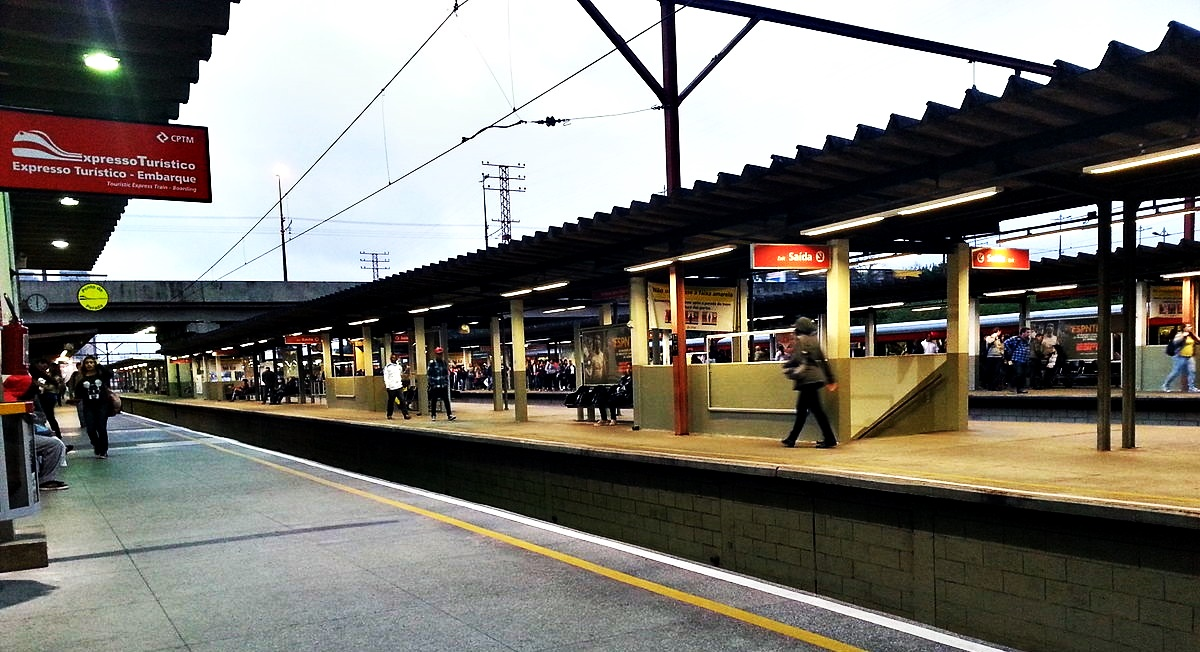
Vista da plataforma da estação Prefeito Celso Daniel - Santo André

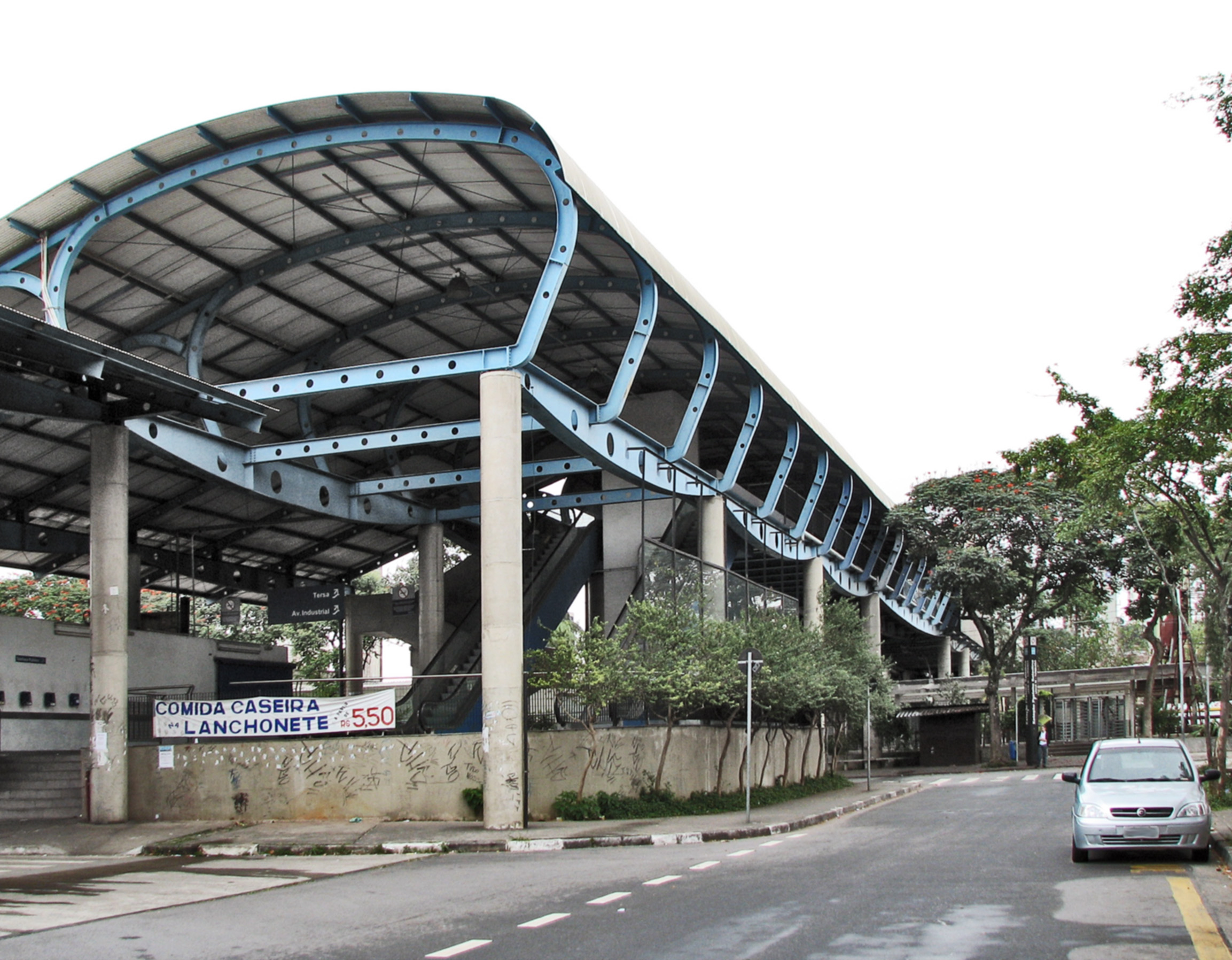
Vista parcial do Terminal Rodoviário, junto da Estação Prefeito Saladino

Por fazer limite com várias cidades do ABC Paulista e com a capital do estado de São Paulo, a cidade de Santo André foi obrigada a implantar um variado sistema de transporte coletivo, embora visto ainda como insuficiente pela população. Com a mudança do perfil econômico da cidade de Santo André, com o fim do crescimento industrial, antes o emprego que era quase garantido na cidade, começou a ser buscado em outras cidades. Assim, foi necessário um implemento de uma rede maior de transporte intermunicipal. Santo André é formada por três subdistritos. Linhas de ônibus interligando estas regiões também tiveram de ser levadas até os bairros. Basicamente, o sistema de transporte coletivo de Santo André é formado por:
- Rede de linhas municipais, operadas por empresas particulares (Consórcio União Santo André e Suzantur Santo André) e gerenciadas pela Santo André Transporte (SA Trans).
- Rede de linhas intermunicipais operada por empresas particulares e gerenciadas pela EMTU - órgão do Governo do Estado de São Paulo. Estas linhas ligam Santo André a diversos municípios da Grande São Paulo e a várias regiões da capital paulista. Algumas destas linhas possuem ponto final no terminal de ônibus de Santo André e outras nos bairros.
- Rede de linhas intermunicipais seletivas operada por empresas particulares e também gerenciadas pela EMTU, mas com veículos mais confortáveis e passagens mais caras. Entre as principais estão as que servem a região da Avenida Paulista, na Capital São Paulo, Terminal Rodoviário do Tietê e Aeroporto de Congonhas.
- Corredor Metropolitano São Mateus–Jabaquara (Corredor ABD): considerado um dos mais eficientes da região, ônibus elétricos, movidos a diesel ou híbridos, movidos a eletricidade e diesel ao mesmo tempo, ligam os terminais Santo André Oeste no primeiro subdistrito e Santo André Leste, no segundo subdistrito, às Zonas Leste (São Mateus) e Sul (Jabaquara / Santo Amaro) da capital paulista e às cidades de São Bernardo do Campo, Diadema e Mauá. São corredores exclusivos e pontos denominados. Cada ponto possui um nome específico, como "Parada Paraíso", em Santo André, o mapa de todo o sistema, luminárias e lixeiras. É operado pela empresa particular Next Mobilidade e gerenciado pela EMTU. É possível fazer baldeações gratuitas pelas várias linhas de ônibus e microônibus do sistema. Alguns veículos possuem piso baixo para idosos e deficientes, aparelhos de TV, ar-condicionado e câmeras de segurança.
- Trem Metropolitano de São Paulo - que serve a Linha 10–Turquesa. A linha tem interligação com a Linha 3–Vermelha do Metrô e com as linhas 11–Coral e 12–Safira, na estação Brás, e com a Linha 2–Verde do Metrô na Estação Tamanduateí. A cidade de Santo André possui três estações de trem em atividade: Utinga, Prefeito Saladino e Prefeito Celso Daniel-Santo André. A Parada Pirelli e a estações de Campo Grande e Paranapiacaba não operam mais desde a década de 2000, sendo a Paranapiacaba usada ainda hoje para receber trens do Expresso Turístico da CPTM. Pelas estações em atividade é possível ter acesso aos terminais de ônibus da cidade, mas sem a possibilidade da transferência gratuita entre ônibus e trem.
- Terminal Rodoviário de Santo André (TERSA) - recebe ônibus intermunicipais e interestaduais que servem o litoral norte, o litoral sul de São Paulo, cidades do interior paulista e outros estados de várias regiões brasileiras com linhas que são gerenciadas pela ARTESP e pela ANTT. Possui um acesso à Estação de Trem Prefeito Saladino.

#### Vias de acesso para outras cidades

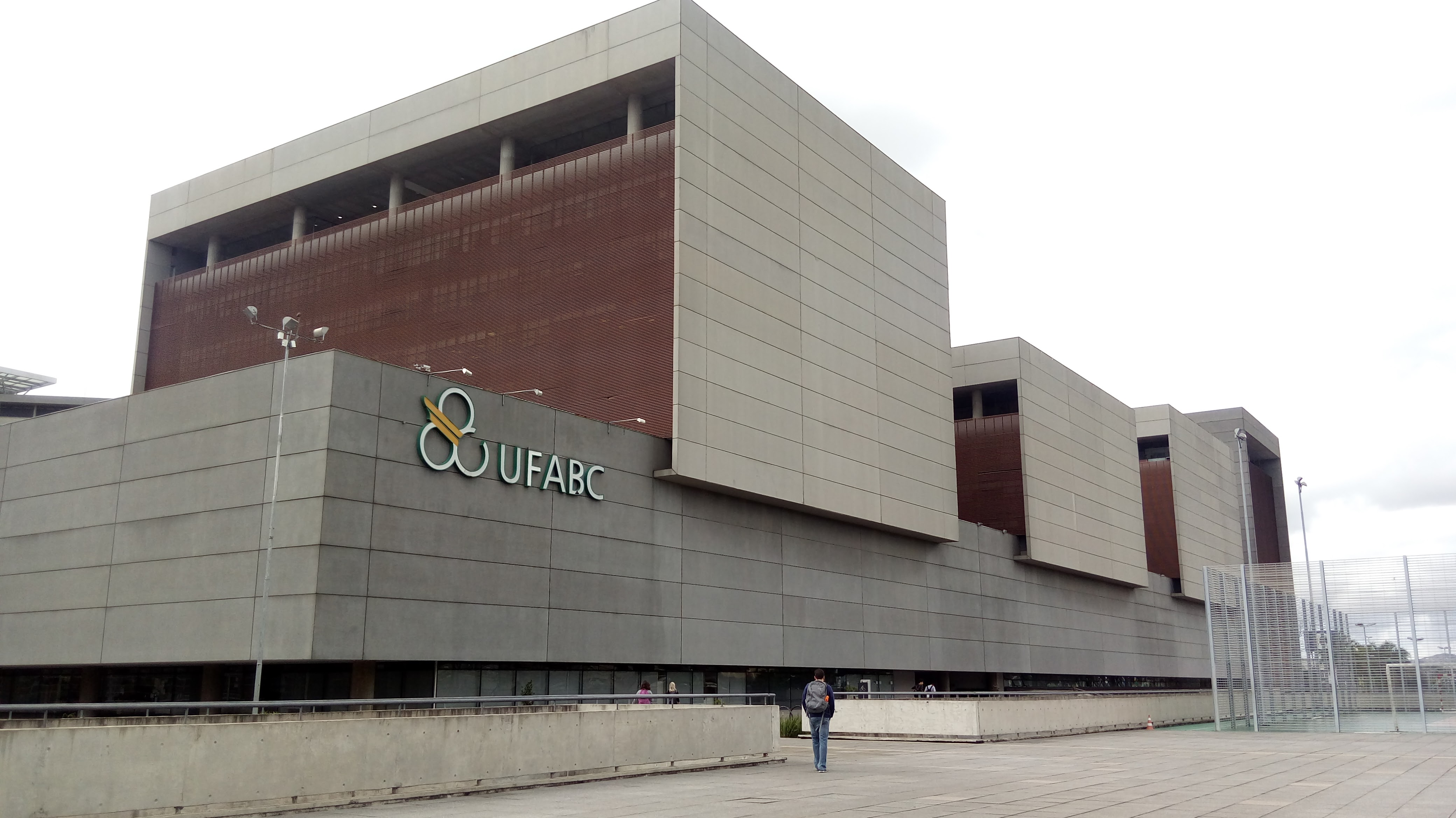
Campus Santo André da Universidade Federal do ABC

Por pertencer a uma região conurbada, ou seja, de habitação e uso contínuos, muitas vezes com linhas "imaginárias" de limite com outros municípios e pelo fato de muitas pessoas que moram em Santo André trabalharem em outras cidades e vice-versa, o município de Santo André foi obrigado a investir em vias rápidas de acesso, embora a quantidade de semáforos, cruzamentos, congestionamentos e até mesmo buracos no asfalto não tornem estas vias tão rápidas assim. No entanto, os principais acessos para Santo André de carro são:
- Avenida dos Estados, às margens do rio Tamanduateí, que liga a região central e a Zona Leste de São Paulo a Santo André. Liga a cidade também ao município de Mauá;
- Avenida Pereira Barreto, que liga Santo André à região Central de São Bernardo do Campo e à rodovia Anchieta;
- Avenida Dom Pedro II, que liga Santo André à região Central de São Caetano do Sul;
- Perimetral (Av. Coronel Alfredo Fláquer - Av. Santos Dumont - Av. Giovanni Battista Pirelli), que liga Santo André à região Central de Mauá;
- Rua Oratório, que liga a zona Leste de São Paulo ao segundo subdistrito de Santo André;
- Avenida Prestes Maia, que liga a região do Bairro Campestre a São Bernardo do Campo e à rodovia Anchieta;
- Avenida Atlântica, que liga Santo André (Jardim Bom Pastor) a São Bernardo do Campo (região do Rudge Ramos);
- Rua dos Vianas, que liga São Bernardo à região da Vila Luzita, avenida São Bernardo do Campo e rua Carijós, em Santo André;
- Avenida Valentim Magalhães, que liga o Bairro Sertãozinho e o Rodoanel Mario Covas em Mauá a região do Condomínio Maracanã em Santo André;
- Avenida Lauro Müller, ligando Santo André (região da Sacadura Cabral) com São Caetano do Sul (região do Bairro Mauá e Jardim São Caetano).

Além disso, Santo André é servida pelas seguintes rodovias:
- Rodoanel Mário Covas (SP-21) - atravessa Santo André no sentido leste-oeste, sem permitir acesso direto ao município. Liga Santo André às Rodovias Ayrton Senna, Dutra, Anchieta, Imigrantes, Régis Bittencourt, Raposo Tavares, Castello Branco, Anhanguera e Bandeirantes.
- Rodovia Índio Tibiriçá (SP-31) - atravessa o sul do município no sentido oeste-leste, e liga Santo André à Via Anchieta e a Suzano.
- Rodovia SP-122 - liga o Distrito de Paranapiacaba a Ribeirão Pires, cortando parte de Santo André no sentido norte-sul.

Também é possível chegar à região central de Santo André por meio da saída 16 da Rodovia Anchieta (SP-150), localizada em São Bernardo do Campo, que dá acesso ao Anel Viário Metropolitano, formado pelas Avenidas Lions e Prestes Maia, dentre outras.

Avenida dos Estados,com o centro do município ao fundo

### Saúde
A demanda por uma rede de hospitais, clínicas e postos de atendimento médico públicos e particulares é bastante grande em Santo André.
Em relação ao sistema público de saúde, destacam-se:
- Hospital Estadual Mário Covas - mantido pelo Governo do estado de São Paulo, o Hospital inaugurado em 2003, teve as obras paradas por mais de 20 anos, quando eram de responsabilidade do poder público municipal. No bairro Paraíso, em Santo André, o hospital tem papel semelhante ao Hospital das Clínicas de São Paulo. Tem especialidades médicas e é considerado de referência. As consultas são marcadas a partir do encaminhamento médico feito em outras unidades públicas do estado de São Paulo. Realiza exames de alta complexidade.
- Hospital e Pronto Socorro Municipal - mantido pela Prefeitura de Santo André, além de casos de urgência, atende especialidades médicas. Funciona na Avenida João Ramalho, na Vila Assunção.
- Faculdade de Medicina da Fundação do ABC - faculdade, na Avenida Príncipe de Gales, na região do Bairro Príncipe de Gales, dispõe de atendimento médico de diversas especialidades com ajuda do poder público. Os atendimentos são feitos por residentes médicos supervisionados por professores e é considerado de referência, embora a procura seja muito alta, o que faz com que o atendimento possa demorar vários meses para acontecer.

Quanto à rede particular de atendimento médico, além de várias clínicas, que se concentram no Bairro Jardim e Vila Assunção, há os seguintes hospitais de referência:
- Hospital e Maternidade Beneficência Portuguesa, na Avenida Portugal, região central da cidade, próxima ao Paço Municipal. Tem diversas especialidades, realiza exames complexos, clínicas de fisioterapia, maternidade e pronto atendimento.
- Hospital e Maternidade Brasil, entre os bairros Paraíso e Vila Santa Teresa, tem diversas especialidades, realiza exames complexos, clínicas de fisioterapia, maternidade e pronto atendimento.
- Hospital e Maternidade Dr. Christóvão da Gama, na Vila Assunção, tem diversas especialidades, realiza exames complexos, clínicas de fisioterapia, maternidade e pronto atendimento.
- Rede Santa Helena, na Vila Campestre e na Vila Alzira, tem diversas especialidades, realiza exames complexos, clínicas de fisioterapia, maternidade e pronto atendimento.
- Casa da Esperança, na Vila Assunção, voltada para ortopedia, neurologia, oncologia e fisioterapia. Atende particular e de maneira assistencial.
- Hospital e Maternidade Bartira, na Vila Alto de Santo André, realiza exames, tem diversas especialidades clínicas, pronto atendimento e realiza cirurgias de alta complexidade.

### Comunicações
O sistema de telefones automáticos foi inaugurado na cidade em 1958 pela Companhia Telefônica da Borda do Campo (CTBC), empresa subsidiária da Telecomunicações de São Paulo (TELESP) a partir de 1973, que também implantou o sistema de discagem direta à distância (DDD) em 1973 com o código de área (011).

## Cultura

### Patrimônio

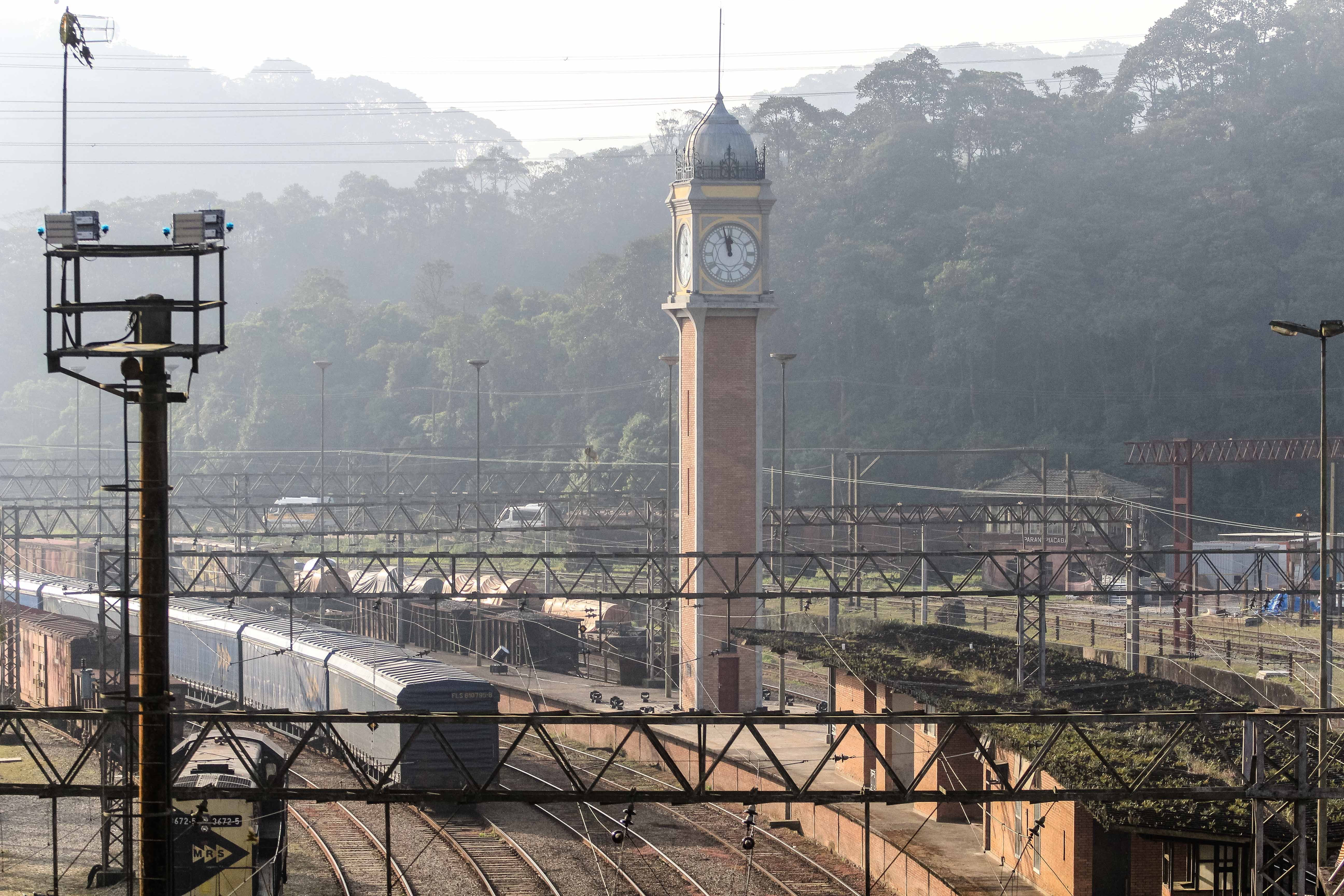
Vila de Paranapiacaba

Para o turismo histórico, além do Museu Municipal e da Casa do Olhar, na região central de Santo André, uma opção é a Vila de Paranapiacaba. No Museu Ferroviário é possível saber da história do crescimento do estado de São Paulo através dos trilhos da SPR - São Paulo Railway, que ligam Santos, no litoral paulista, a Jundiaí, no interior do Estado. A época era a do café e da imigração, principalmente da Europa. A Vila de Paranapiacaba, com construções tipicamente inglesas, foi criada para ser uma vila de ferroviários. Além das exuberantes construções de madeira de lei, é possível conferir o sistema funicular de tração de trens do século retrasado e máquinas e composições em exposição, como o Locobreque. Há histórias de personagens simples, que através de atos heroicos em meio às dificuldades da época chegaram a salvar centenas de vidas. Em Paranapiacaba, também é possível realizar turismo ecológico, através das trilhas em meio à Mata Atlântica preservada, que reservam paisagens não comuns ao meio urbano, como cachoeiras, animais em extinção e vegetação nativa.

### Teatro, música e cinema

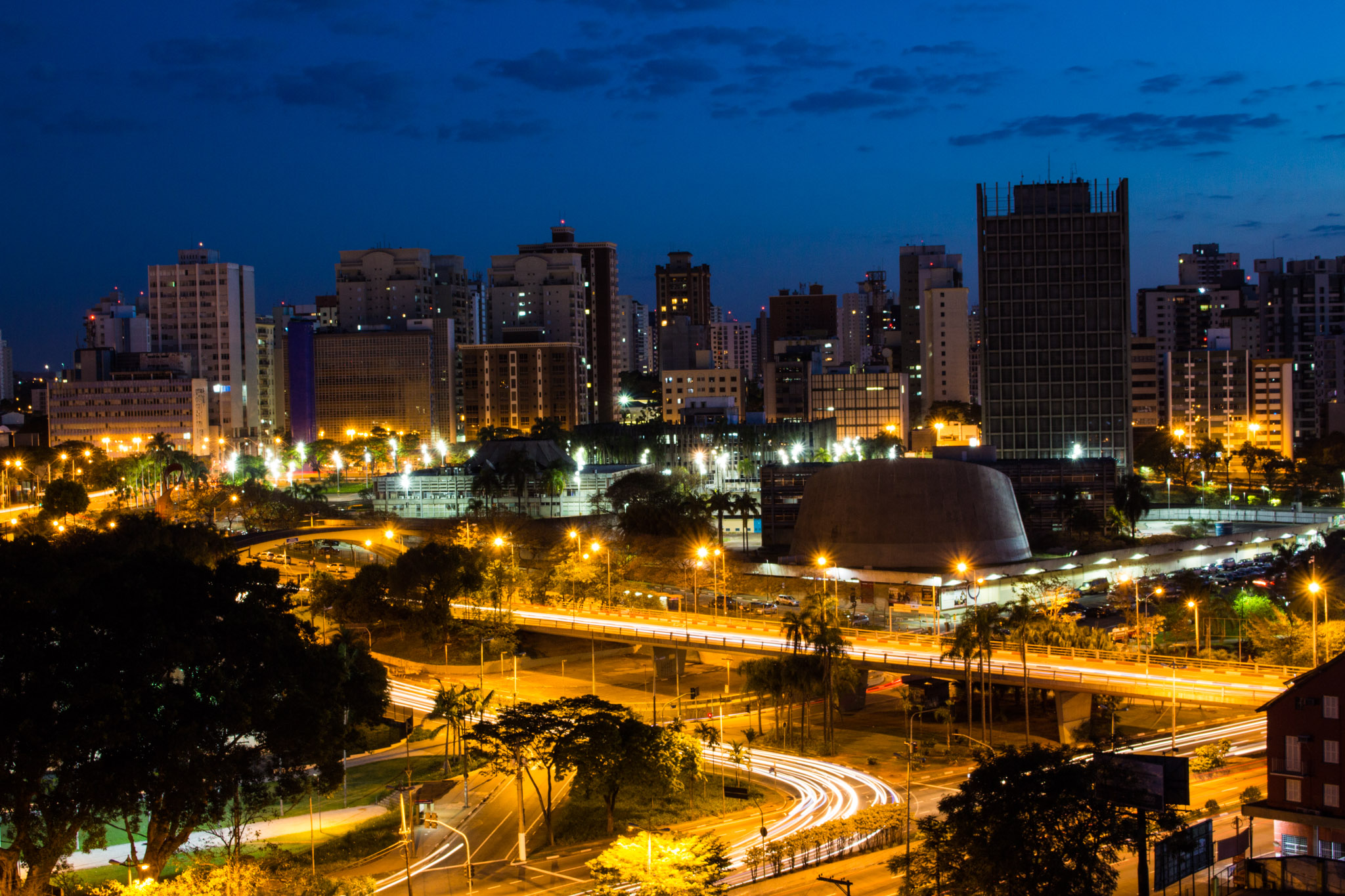
O Teatro Municipal de Santo André, à direita, localizado no Paço Municipal, recebe constantemente diversas peças e apresentações de danças, além de ser a casa da Orquestra Sinfônica de Santo André

Muitos dos antigos salões de cinema em Santo André se transformaram em igrejas evangélicas ou foram demolidos para estacionamentos e mercados, como é o exemplo do Cine Tangará, do Studio Center e do Cine-Teatro Carlos Gomes, este último recuperado e tombado pelo município em 1998. Os cinemas agora ficam por conta dos shoppings. O Shopping Grand Plaza, na Avenida Industrial, bairro Jardim, e o Atrium Shopping, na Rua Giovanni Battista Pirelli, na Vila Homero Thon, contam com a rede Cinemark e o Shopping ABC, nas antigas instalações do Mappin, na Avenida Pereira Barreto, no bairro Paraíso, possui salas de exibição da rede Playarte.
A música também é um lazer na cidade acompanhada por um grande números de jovens e adultos que formam suas bandas e se apresentam em festivais organizados por estúdios em bares no Bairro Jardim e no centro da cidade. Renomadas bandas e artistas nacionais e internacionais se apresentaram nas casas noturnas do município. Deep Purple tocou no Clube Atlético Aramaçan em 1997, enquanto os Ramones tocaram duas vezes neste mesmo local. Legião Urbana, de Renato Russo, e Raul Seixas, ao lado de Marcelo Nova, em 1988, também se apresentaram no local. Há ainda a Concha Acústica da Praça do Carmo e o Saguão do Teatro Municipal que recebem regularmente grandes bandas nacionais e festivais gratuitos, além de exposições renomadas de artes plásticas. A Orquestra Sinfônica de Santo André, que apresenta temporadas regulares de concerto no Teatro Municipal da cidade, está entre as melhores do estado.
No carnaval da cidade, o ponto alto são os desfiles de escolas de samba, tais como Leões do Vale, Seci e a atual campeã Tradição de Ouro.
Santo André é a cidade onde a rádio 97 FM iniciou suas operações, em 1983, sendo a primeira rádio brasileira dedicada exclusivamente ao gênero rock. Por lá, passaram locutores como Jota Erre e o apresentador Ciro Bottini. Na cidade também funciona a rádio ABC, ainda em atividade, e que integra o Grupo ABC de Comunicação.

### Esportes
Em relação ao esporte, a cidade conta atualmente com o Esporte Clube Santo André, fundado em 18 de setembro de 1967. O clube disputou a Série A do Campeonato Brasileiro de Futebol nos anos de 1984 e 2009, e a Série B nos anos de 1986, 1987, 1989, 2004 a 2008 e 2010. Atualmente o clube não disputa nenhuma competição nacional. O clube disputa a Série A-1 do Campeonato Paulista.

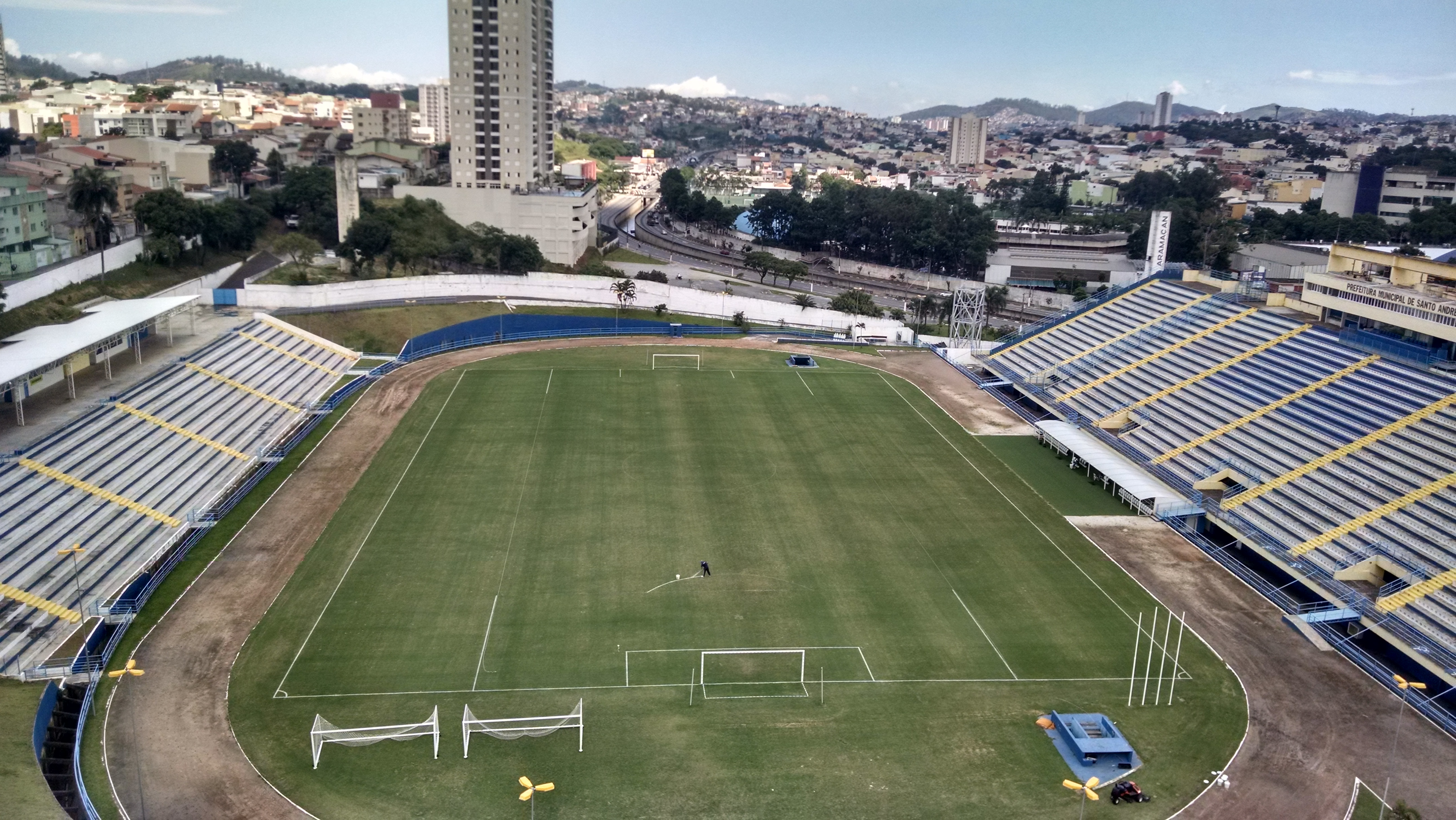
Estádio Bruno José Daniel, casa do Esporte Clube Santo André, campeão da Copa do Brasil de 2004

A maior conquista do clube foi a Copa do Brasil de 2004 (após um empate de 2x2 no 1º jogo, o Esporte Clube Santo André vence o Clube de Regatas do Flamengo, pelo placar de 2X0, no Maracanã, ficando com o título), tendo como destaques os jogadores Sandro Gaúcho, Romerito, Alex, Élvis e Osmar, que resultou na disputa da Taça Libertadores de 2005 e a quase classificação a segunda fase da competição, com destaque para uma goleada por 6 a 0 sobre o Deportivo Táchira; também cabe destaque para o vice-campeonato paulista de 2010, em uma célebre final contra o Santos Futebol Clube, para o vice campeonato da Série B do Campeonato Brasileiro de 2008 e o título da Copa São Paulo de Futebol Júnior de 2003, além de cinco títulos da Série A2 paulista (1975, 1981, 2008, 2016 e 2019).
Outros times se destacaram na cidade, tais como o Corinthians Futebol Clube, fundado em 15 de agosto de 1912, na época em São Bernardo do Campo, sendo conhecido como "Corinthians de São Bernardo", e somente em 1938 quando a cidade de Santo André se emancipou de São Bernardo do Campo o clube passou a ser o "Corinthians de Santo André", e o Primeiro de Maio Futebol Clube, fundado em 1913 em homenagem ao dia dos trabalhadores. Hoje em dia o Corinthians atua apenas no amador e o Primeiro de Maio é um clube social conhecido na cidade. Em 2013, também foi criado o Andreense Sport Club, atual Andreense Futebol Clube, que surgiu nos passos iniciados com o Projeto Ramalhinho que existia em formato de inclusão social.
Outro destaque esportivo da cidade é o basquete feminino, campeão nacional em 1999 e em 2011, campeão paulista em 1995 e em 2011 e única equipe a disputar todas as edições da Liga de Basquete Feminino. A cidade já contou com personalidades como a técnica Laís Elena e a jogadora Janeth Arcain, que hoje mantém um instituto voltado ao ensino do esporte na cidade.